# Kenneth Terroade
Kenneth Terroade (* 1944 in Galina, Saint Mary Parish) ist ein jamaikanischer Missionar, der zunächst als Musiker des Free Jazz (Tenorsaxophon, Flöte,  Komposition) hervorgetreten ist.

## Leben und Wirken
Terroade begann als Schüler auf Jamaika damit, Flöte zu spielen; seit 1961 lernte er auch Tenorsaxophon. 1962 zog er nach London, um bei seiner Mutter zu wohnen. Während seiner weiteren Schulzeit arbeitete er dort in Rockbands, dann begann er Jazz mit John Surman, Mike Osborne, Dave Holland, Mike Westbrook, Ronnie Beer und Chris McGregor zu spielen. 1967 reiste er zum ersten Mal nach Paris, um dort seinen Freund Noel McGhie zu treffen. 1968 war er Mitglied des Hot Shot Delivery Service unter der Leitung des Saxophonisten Roy Voce. Dann reiste er auf Einladung von Sunny Murray nach Paris, wo er zu dessen Spiritual Ensemble gehörte. Daneben kam es mit dem Album Love Rejoice zu eigenen Aufnahmen für das Label BYG Actuel. Im selben Jahr besuchte er sein Heimatland, wo er mit Count Ossies Rastafarian Nyabinghi auftrat. Zurück in Paris war er auch an den Aufnahmen weiterer Alben von Sunny Murray, Alan Silva und Claude Delcloo/Arthur Jones, dem Art Ensemble of Chicago sowie Dave Burrell beteiligt, die bis Ende des Jahres 1969 in Paris entstanden. 
1970 kehrte er nach London zurück, wo ihn der Schlagzeuger Selwyn Lissack zur Aufnahme seines Albums Friendship Next of Kin holte. 1971 war er in London an den Aufnahmen von Dr. Johns Album The Sun, Moon & Herbs beteiligt. Terroade zog in den 1970er Jahren zurück nach Jamaika, wo die Musik nur noch so weit eine Rolle spielte, als sie mit seiner Tätigkeit als Missionar vereinbar war; aktuell (2019) ist er dort in diesem Beruf tätig.

## Diskographische Hinweise
- Love Rejoice (BYG 1969, mit Ronnie Beer, Evan Chandley, François Tusques, Beb Guerin, Earl Freeman, Claude Delcloo)
- Dave Burrell: La vie de bohême (BYG 1970, mit Eleanor Burrell, Ric Colbeck, Grachan Moncur III, Beb Guerin, Claude Delcloo)
- Selwyn Lissack: Friendship Next of Kin (Goody, Goody 1970/2007, mit Mongezi Feza, Mike Osborne, Harry Miller, Earl Freeman, Louis Moholo)